# Choma
Choma est une ville du sud de la Zambie, située dans la province Méridionale. Sa population s'élève à 122 480 habitants en 2010.
Elle abrite le Choma Museum, consacré à la culture du peuple Tonga.